# Arpad Chowańczak

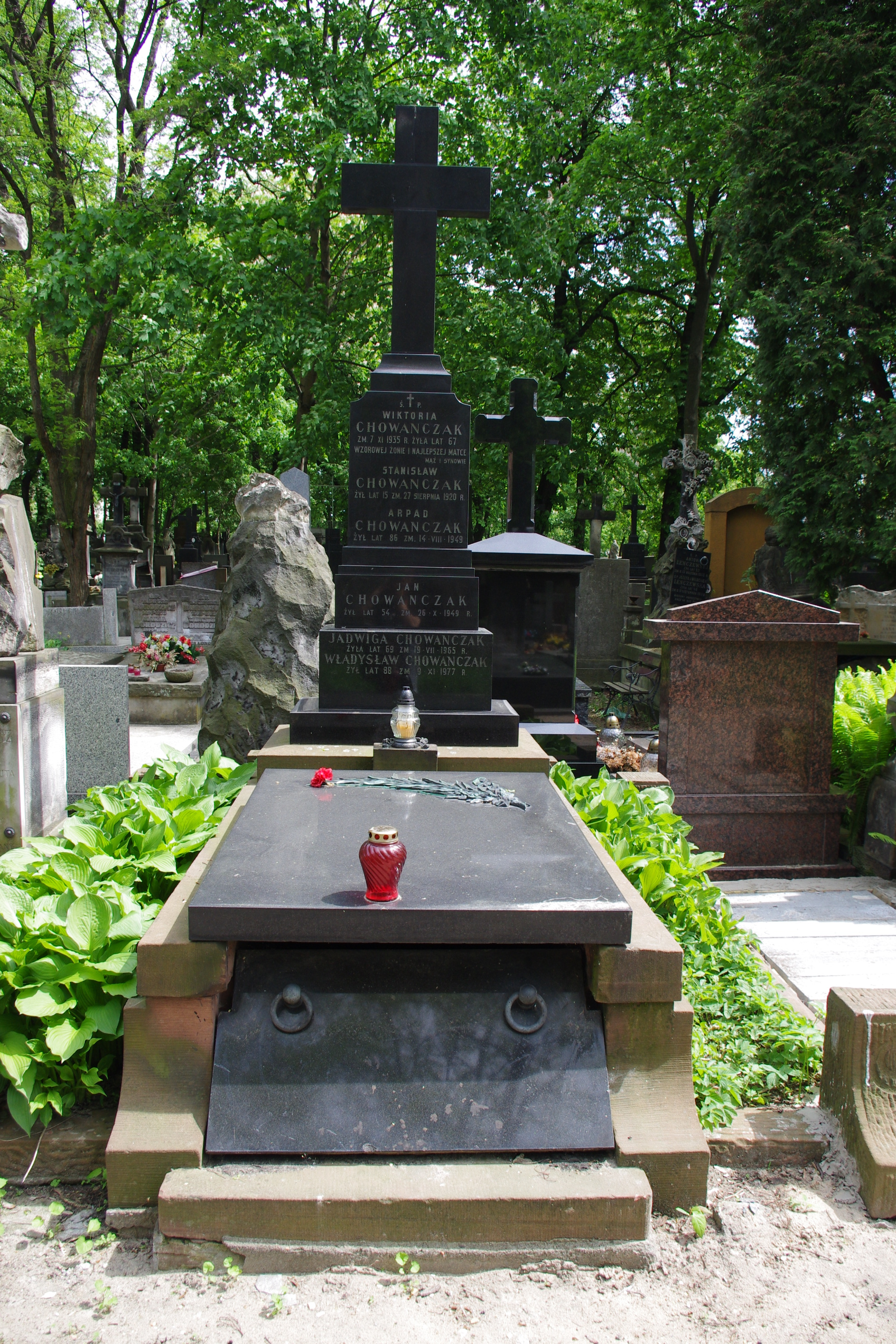
Grób Arpada Chowańczaka i jego synów Jana Daniela i Władysława Chowańczaków na cmentarzu Powązkowskim w Warszawie

Andrzej „Arpad” Chowańczak (ur. 1863 w Głodówce, zm. 14 sierpnia 1949 w Warszawie) – polski przemysłowiec, właściciel jednego z największych zakładów kuśnierskich w II RP.

## Życiorys
W 1886, przeprowadził się do Warszawy z rodzinnej Orawy, gdzie rozpoczął pracę jak szewc, a następnie pracownik przechowalni futer. Przed 1900 Chowańczak otworzył mały zakładzik kuśnierski na Mokotowie, który z czasem przerodził się w renomowaną markę firmy i ekskluzywny sklep A. Chowańczak & Swie, który prowadził z synami Janem Danielem i Władysławem. Przedsiębiorstwo miało siedzibę przy ul. Krakowskie Przedmieście 17, zatrudniając na dwóch kondygnacjach ok. 100 pracowników.
Firma Chowańczaka uchodziła za jedną z najlepszych w kraju, a wśród klientów sklepu przy Krakowskim Przedmieściu 17 byli między innymi: Ignacy Mościcki, Pola Negri czy ambasador Józef Potocki. Futra eksportowano do Chin, Kanady, USA i Wielkiej Brytanii. W szczytowym okresie istnienia przedsiębiorstwo Arpada Chowańczaka, mieszczące się przy ul. Puławskiej 61, zatrudniała ok. 500 osób. Właściciel był chodzącą reklamą swojego przedsiębiorstwa, zimą pokazywał się w najmodniejszych futrach.
Po wojnie futrzarskie imperium A. Chowańczak & Swie straciło na znaczeniu i przestało istnieć. Przez jakiś czas istniał zakład futrzarski na antresoli budynku przy ul. Złotej 9. Do dziś po Arpadzie Chowańczaku przetrwała willa na Mokotowie przy ul. Morskie Oko 5 (początkowo kamienica miała adres Puławska 61).
Wnukiem Arpada był warszawski duchowny, ks. Jerzy Chowańczak.
Pochowany na cmentarzu Powązkowskim w Warszawie (kwatera 166-6-19,20).

## Ordery i odznaczenia
- Złoty Krzyż Zasługi (11 listopada 1937)[3]